# Sistema musical de l'antiga Grècia

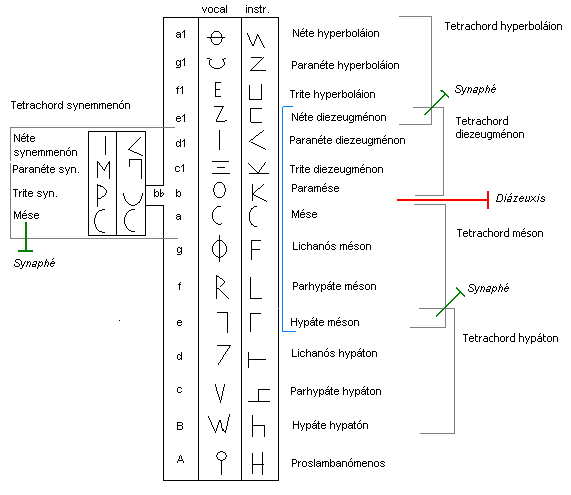
Systema teleion, el sistema tonal elaborat

El sistema musical de l'antiga Grècia va evolucionar al llarg de més de mig mil·lenni a partir d'una escala simple de tetracords, o divisions de la Quarta justa, cap al Sistema Perfecte Immutable, que incloïa fins a quinze tons transpositius. Els grecs van formular un sistema de sons, amb una notació de tons diferent, i van explorar el possible caràcter ètic de la música.
Es conserven pocs exemples de música escrita, però hi ha més testimonis teòrics i filosòfics, de vegades fragmentaris. El sistema musical de l'antiga Grècia es va prendre com a referència en altres cultures posteriors, durant l'edat mitjana i el Renaixement.